# کورنا
کورنا شهری یونان باستان و بعدها روم در نزدیکی شحات کنونی، لیبی بود. این شهر قدیمی‌ترین و مهم‌ترین شهر از پنج شهر یونانی، معروف به پنتاپولیس در منطقه بود و نام کلاسیک سیرنائیک را به شرق لیبی داد که تا دوران مدرن حفظ شده‌است. این شهر واقع در نزدیکی محوطه باستانی نکروپلیس سیرنه است. بنیانگذار سنتی شهر باتوس لاکدمونی بود.
قیروانی (/ saɪri:ni: / یونان باستان: Κυρήνη Kyrēnē) شهرستان یونان باستان و روم باستان نزدیک شحات امروزی، لیبی بود. قیروانی قدیمی‌ترین و مهم‌ترین شهر از پنج شهرستان یونانی در منطقه بود.